# Clipse
Clipse est un groupe de rap américain, originaire du Bronx, et résidant à Virginia Beach, Virginie. Le groupe est formé en 1992 par deux frères, No Malice (en) (né Gene Thornton en 1973) et Pusha T (né Terrence Thornton en 1977). Le duo est connu pour son tube de 2002, Grindin' et par sa collaboration avec l'équipe de production The Neptunes.

## Biographie

### Exclusive Audio Footage(1993–1999)
Clipse commence sa carrière en 1993 lorsque les deux rappeurs rencontrent Pharrell Williams, l'un des membres du collectif The Neptunes. Très impressionné par leur style, Pharrell commence à travailler avec eux. Il les aide notamment à signer avec Elektra Records en 1997. Sur ce label, ils enregistrent leur premier album, Exclusive Audio Footage, entièrement produit par les Neptunes. Leur premier single, The Funeral, contribue à la notoriété de leur album, mais Elektra ne le commercialise finalement pas et met rapidement un terme à leur contrat,.

### Lord Willin'(2000–2002)
Dès 2001, Pharrell Williams signe le duo au label Arista Records à travers sa toute nouvelle maison de production, Star Trak Entertainment. Le duo fait alors ses débuts commerciaux, avec l'album Lord Willin' le 20 août 2002. L'album se classe directement à la première place du Top R&B/Hip-Hop Albums, aidé par les deux premiers singles, Grindin' et When the Last Time, qui atteignent respectivement les 30e et 19e places du Billboard Hot 100. Ma, I Don't Love Her avec Faith Evans ne connaît pas le même succès : il n'a jamais dépassé la 86e place de ce même classement. Malgré cela, le 1er octobre 2002 (seulement un mois après sa sortie) Lord Willin' est certifié disque d'or. La même année, Clipse participe au tube de Justin Timberlake, Like I Love You, également produit par les Neptunes.

### Hell Hath No Fury(2003–2006)
Fin 2003, Clipse commence à enregistrer son deuxième album studio, Hell Hath No Fury. Cependant, sa réalisation est retardée quand, en 2004, Arista Records fusionne avec Jive Records, élément d'une plus grande fusion entre Sony Music Entertainment et BMG. En raison de clauses ambigües de son contrat, Clipse est forcé de rester chez Jive, alors que Star Trak et les autres vont chez Interscope Records. Tandis que le duo reprend le travail sur l'album, presque achevé, il rencontre des problèmes avec Jive, qui privilégie la pop. Hell Hath No Fury en subit alors les conséquences et accuse beaucoup de retard dans sa réalisation. Le retard s'accumulant, les deux rappeurs demandent à modifier leur contrat. Jive refuse et le duo ne peut rien faire. Le malaise s'installe, Clipse réalise alors la mixtape controversée We Got It 4 Cheap. Elle inclut les participations de deux rappeurs de Philadelphie, Ab-Liva, un ami de longue date (de Major Figgas) et Sandman, connu par le groupe The Re-Up Gang.
Le 9 mai 2006, Clipse parvient enfin à un accord avec Jive Records pour produire son album sous son propre label, Re-Up Records. Malgré deux nouveaux reports de sortie (à la base le 29 août, puis 31 octobre), Hell Hath No Fury sort finalement sorti le 28 novembre 2006. L'album contient les tubes Mr. Me Too avec Pharrell Williams et Wamp Wamp (What It Do) avec Slim Thug. Alors que l'album reçoit de bonnes critiques, les ventes restent faibles (78 000 ventes la première semaine), conséquences de la disparition du duo pendant quatre ans, le manque de diffusion en radio des deux singles et les paroles très dures et la ressemblance entre Hell Hath No Fury et Lord Willin.

### Columbia Records et séparation (2007–2014)
Dans une interview donnée à Eye Weekly le 19 mai 2007, le duo annonce officiellement la rupture de son contrat avec Jive Records. Selon Malice, les deux rappeurs sont en discussion avec plusieurs labels désirant les signer, mais sans préciser lesquels. En décembre 2009, le groupe sort l'album Til the Casket Drops en partenariat avec Columbia Records. Pour la première fois, l'album ne contient pas seulement des productions des Neptunes : Sean C et LV du collectif The Hitmen et DJ Khalil produisent quelques titres. L'album ne marche pas aussi bien que les précédents, atteignant seulement la 46e place du Billboard 200.
En avril 2010, Malice annonce que son frère et lui sortiront des albums solos. En septembre 2010, Pusha-T confirme sur MTV qu'il vient de signer sur le label de Kanye West, GOOD Music. Il collabore d'ailleurs avec Kanye West pour le titre Runaway, deuxième single de l'album My Beautiful Dark Twisted Fantasy.
No Malice annonce lors du SXSW 2014 qu'il n'y aura plus d'album de Clipse.

### Reformation
Après des années de séparation, le groupe se reforme et sort l'album Let God Sort Em Out à l'été 2025.

## Discographie

### Mixtapes
We Got It 4 Cheap :
- 2004 : We Got It 4 Cheap: Vol. 1 (ambiancé par Clinton Sparks)
- 2005 : We Got It 4 Cheap: Vol. 2 (ambiancé par Clinton Sparks)
- 2007 : We Got It 4 Cheap: Vol. 3 We Just Think We're Better
- 2008 : We Got It 4 Cheap: Vol. 4 Re-Up Gang

Autres
- 2006 : We Got the Remix (ambiancé par DJ Benzi & Evil Empire)
- 2006 : The Clipse: Rock Muzick (ambiancé par Wally Sparks & Mick Boogie)
- 2006 : The Clipse: U Know What I Sell: Vol. 1 (ambiancé par DNA)

### Featurings
| Année | Artiste              | Titre                                                 | Album                                 | Autres artistes présents                                                                |
| ----- | -------------------- | ----------------------------------------------------- | ------------------------------------- | --------------------------------------------------------------------------------------- |
| 1999  | Kelis                | "Good Stuff" **                                       | Kaleidoscope                          | —                                                                                       |
| 1999  | Pras                 | "What'cha Wanna Do (Bang Your Head)" (Neptunes Remix) | —                                     | Kelis                                                                                   |
| 2000  | 504 Boyz             | "D-Game" **                                           | Goodfellas                            | —                                                                                       |
| 2000  | Angie Stone          | "Everyday" (Neptunes Remix) **                        | —                                     | —                                                                                       |
| 2001  | Backstreet Boys      | "The Call" (Neptunes Remix)                           | The Call: Remixes                     | —                                                                                       |
| 2001  | N.E.R.D              | "Am I High?" *                                        | In Search Of...                       | —                                                                                       |
| 2001  | N.E.R.D              | "Truth or Dare" **                                    | In Search Of...                       | Kelis                                                                                   |
| 2001  | Philly's Most Wanted | "Street Tax"                                          | Get Down or Lay Down                  | —                                                                                       |
| 2001  | Philly's Most Wanted | "Cross the Border" (J.B.M. Remix) **                  | Get Down or Lay Down                  | Fabolous                                                                                |
| 2001  | Kelis                | "Popular Thug" **                                     | Wanderland                            | —                                                                                       |
| 2001  | Kelis                | "Daddy" *                                             | Wanderland                            | —                                                                                       |
| 2001  | Eric Benét           | "Love Don't Love Me" (Neptunes Remix)                 | —                                     | Pharrell Williams                                                                       |
| 2001  | Royce da 5'9"        | "Mister Baller"                                       | Rock City 2.0                         | Pharrell Williams, Tre-Little                                                           |
| 2001  | Jermaine Dupri       | "Let's Talk About It"                                 | Instructions                          | Pharrell Williams                                                                       |
| 2002  | Justin Timberlake    | Like I Love You                                       | Justified                             | —                                                                                       |
| 2002  | Birdman              | "What Happened to that Boy"                           | Birdman                               | —                                                                                       |
| 2002  | Nivea                | "Runaway (I Wanna Be With U)" **                      | Nivea                                 | —                                                                                       |
| 2003  | 702                  | "Star"                                                | Star                                  | —                                                                                       |
| 2003  | Ginuwine             | "Hell Yeah" (Remix)                                   | The Senior                            | Birdman, R. Kelly                                                                       |
| 2003  | N.E.R.D              | "Loser"                                               | The Neptunes Present... Clones        | Spymob                                                                                  |
| 2003  | Rosco P. Coldchain   | "Hot" **                                              | The Neptunes Present... Clones        | Boo-bonic                                                                               |
| 2003  | Rosco P. Coldchain   | "Son Will Shine" **                                   | Hazardous Life... The Mixtape         | Jadakiss                                                                                |
| 2003  | Rosco P. Coldchain   | "Itchin' to Get Ya"                                   | Hazardous Life... The Mixtape         | —                                                                                       |
| 2003  | Rosco P. Coldchain   | "Don't Take it Personal"                              | Hazardous Life... The Mixtape         | —                                                                                       |
| 2003  | E-40                 | "Quarterbackin"                                       | Breakin' News                         | —                                                                                       |
| 2003  | E-40                 | "Quarterbackin" (DJ Quik Remix)                       | Breakin' News                         | —                                                                                       |
| 2003  | Nelly                | "#1"                                                  | Da Derrty Versions: The Reinvention   | Tha PostaBoy                                                                            |
| 2003  | TLC                  | "Hands Up" (Remix)                                    | 3D (version importée)                 | —                                                                                       |
| 2003  | Philly's Most Wanted | "Cocoa Leaf"                                          | —                                     | Fam-Lay, Rosco P. Coldchain                                                             |
| 2005  | Clinton Sparks       | "Where You Been"                                      | Maybe You Been Brainwashed            | —                                                                                       |
| 2005  | Faith Evans          | "Goin' Out" **                                        | The First Lady                        | Pharrell Williams                                                                       |
| 2005  | Slim Thug            | "Click Clack" **                                      | Already Platinum                      | —                                                                                       |
| 2006  | Ol' Dirty Bastard    | "Operator"                                            | A Son Unique                          | Pharrell Williams                                                                       |
| 2006  | The Notorious B.I.G. | "Just a Memory"                                       | Duets: The Final Chapter              | —                                                                                       |
| 2006  | DJ Khaled            | "Where You At"                                        | Listennn... The Album                 | Freeway                                                                                 |
| 2006  | Donell Jones         | "I'm Gonna Be"                                        | Journey of a Gemini                   | —                                                                                       |
| 2006  | Pharrell Williams    | "Stay With Me" **                                     | In My Mind                            | —                                                                                       |
| 2006  | Dre                  | "Chevy Ridin' High" (Remix) **                        | —                                     | Dirtbag, Fat Joe, The Game, Rick Ross                                                   |
| 2006  | The Game             | "One Blood" (East Coast Remix)                        | One Blood Regional Remixes            | Fabolous, Fat Joe, Jadakiss, Ja Rule, Jim Jones, Juelz Santana, Nas, N.O.R.E., Styles P |
| 2007  | Natasha.             | "So Sick"                                             | —                                     | —                                                                                       |
| 2007  | John Legend          | "Heaven" (Remix) **                                   | Heaven EP                             | —                                                                                       |
| 2007  | Justin Timberlake    | "SexyBack" (Remix)                                    | FutureSex/LoveSounds - Édition Deluxe | —                                                                                       |
| 2007  | Pharrell Williams    | "Studyin' Y'all"                                      | —                                     |                                                                                         |
| 2007  | Fabolous             | "Joke's on you" **                                    | From Nothin' to Somethin'             | —                                                                                       |
| 2009  | Pharell Williams     | I'm good                                              | Til the Casket Drops                  | —                                                                                       |
| 2010  | Kanye West           | "Runaway" **                                          | My Beautiful Dark Twisted Fantasy     | —                                                                                       |
| 2010  | Kanye West           | "Blame Game" **                                       | My Beautiful Dark Twisted Fantasy     | John Legend                                                                             |
| 2010  | Lloyd Banks          | "Home Sweet Home" **                                  | H.F.M. 2 (The Hunger For More)        | —                                                                                       |
| 2017  | Linkin Park          | "Good Goodbye" **                                     | One More Light                        | Stormzy                                                                                 |

P.S. :
- * feat de Malice seul.
- ** feat de Pusha-T seul.